# Les Cars
Les Cars település Franciaországban, Haute-Vienne megyében. Lakosainak száma 618 fő (2022. január 1.). Les Cars Flavignac, Bussière-Galant, Pageas és Rilhac-Lastours községekkel határos.

## Népesség
A település népességének változása:
| Lakosok száma | 622  | 631  | 637  | 632  | 630  | 629  | 620  | 618  | 618  |
|               | 2013 | 2015 | 2016 | 2017 | 2018 | 2019 | 2020 | 2021 | 2022 |